# Mulga

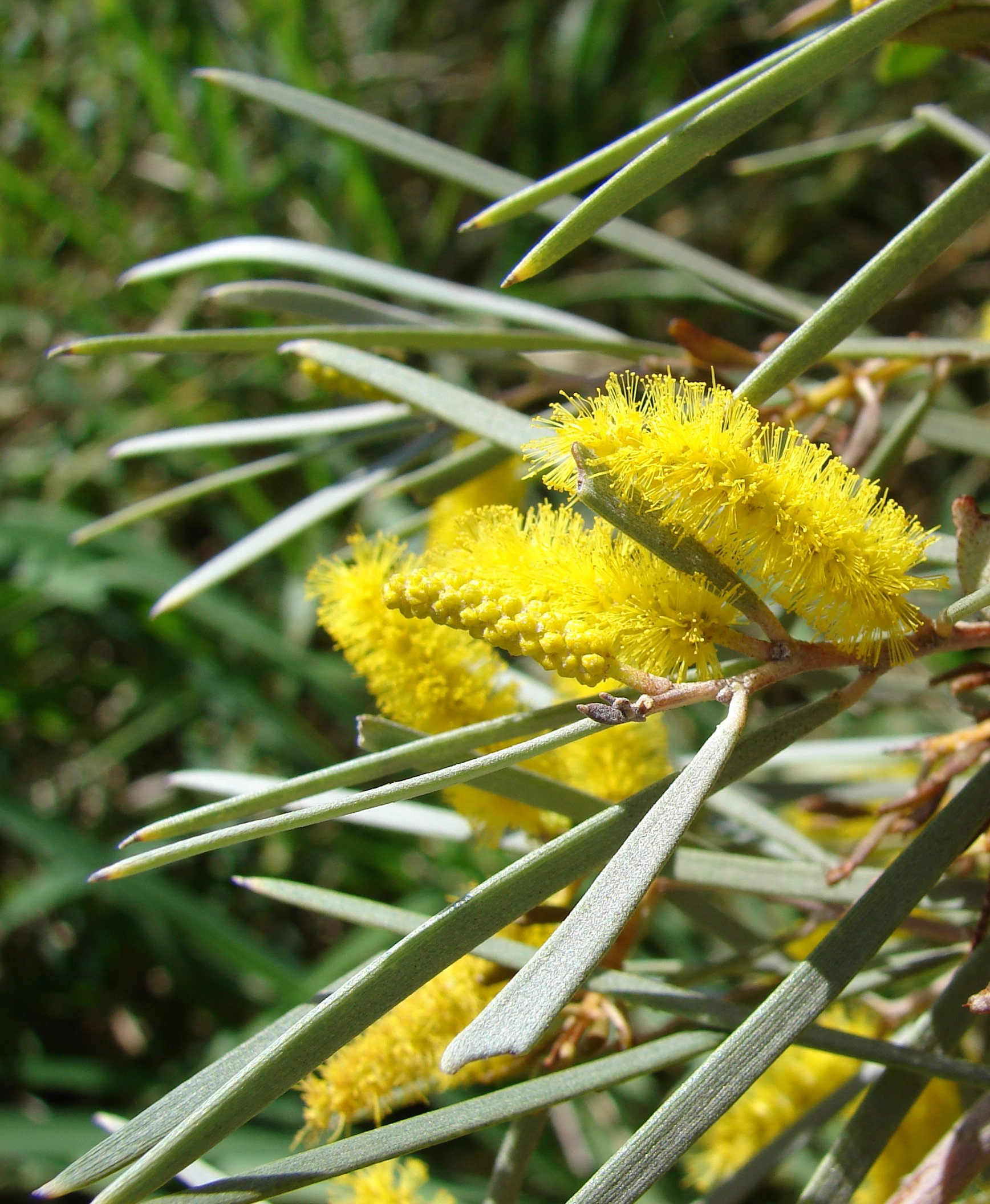
Acacia aneura

Mulga – jeden z rodzajów australijskiego scrubu, zajmujący ok. 20% powierzchni suchej części kraju. Są to mocno splątane zarośla (sięgające wys. do 3 m), których głównym składnikiem są akacje gatunku Acacia aneura. Tą formację roślinną można spotkać we wszystkich kontynentalnych stanach Australii z wyjątkiem Wiktorii. Duży obszar mulgi znajduje się w południowo-zachodnim Queensland.